# Zwolsche Boys in het seizoen 1958/59
Het seizoen 1958/1959 was het 42e jaar in het bestaan van de Zwolse betaaldvoetbalclub Zwolsche Boys. De club kwam uit in de Tweede divisie B en eindigde daarin op de zevende plaats. Ook werd deelgenomen aan het toernooi om de KNVB beker, hierin werd de club in de tweede ronde uitgeschakeld door Elinkwijk (0–1).

## Wedstrijdstatistieken

### Tweede divisie B
| 1e speelronde                                                               | Oldenzaal                                                                           | 0 – 2 (0 – 1) | Zwolsche Boys                                          |
| 30 augustus 1958 Plaats: Oldenzaal Het Heuveltje Toeschouwers: 1.000        |                                                                                     |               | 36' Roelof Hofman 72' Rein van Veen                    |
| 2e speelronde                                                               | Zwolsche Boys                                                                       | 2 – 1 (0 – 1) | Rheden                                                 |
| 7 september 1958 Plaats: Zwolle Gemeentelijk Sportpark Toeschouwers: 2.000  | Rein van Veen 49' Theo Heidenrijk 62'                                               |               | 13' Spies                                              |
| 3e speelronde                                                               | Oosterparkers                                                                       | 2 – 1 (0 – 1) | Zwolsche Boys                                          |
| 14 september 1958 Plaats: Groningen Oosterpark Toeschouwers: 4.000          | Chris Metus 55', 75'                                                                |               | 36' Roelof Hofman                                      |
| 4e speelronde                                                               | Zwolsche Boys                                                                       | 1 – 4 (1 – 1) | Velocitas                                              |
| 21 september 1958 Plaats: Zwolle Gemeentelijk Sportpark Toeschouwers: 2.500 | Theo Heidenrijk 42'                                                                 |               | 23', 60', 88' Evert Drommel 70' Piet Eimers            |
| 5e speelronde                                                               | Enschedese Boys                                                                     | 1 – 3 (0 – 1) | Zwolsche Boys                                          |
| 5 oktober 1958 Plaats: Enschede Heekpark Toeschouwers: 5.000                | Henk Leusink                                                                        |               | 22', 85' Theo Heidenrijk Hennie van Nee                |
| 6e speelronde                                                               | Zwolsche Boys                                                                       | 0 – 0         | Be Quick                                               |
| 12 oktober 1958 Plaats: Zwolle Gemeentelijk Sportpark Toeschouwers: 4.000   |                                                                                     |               |                                                        |
| 7e speelronde                                                               | Tubantia                                                                            | 3 – 2 (3 – 1) | Zwolsche Boys                                          |
| 26 oktober 1958 Plaats: Hengelo Veldwijk Toeschouwers: 3.000                | Gerrit Lippinkhof 12' Jacky Jurissen 40' Jan Lentink                                |               | 17' Hennie van Nee Rein van Veen                       |
| 8e speelronde                                                               | Zwolsche Boys                                                                       | 1 – 1 (0 – 0) | Heerenveen                                             |
| 9 november 1958 Plaats: Zwolle Gemeentelijk Sportpark Toeschouwers: 2.000   | Johannes Duim 68'                                                                   |               | 87' Wobbe Jetten                                       |
| 9e speelronde                                                               | Zwartemeer                                                                          | 2 – 2 (2 – 2) | Zwolsche Boys                                          |
| 16 november 1958 Plaats: Klazienaveen Mr. Ovingstraat Toeschouwers: 3.000   | Tonny Roosken 10' Katrinus van der Werf 15'                                         |               | –', –' Henk Overmars                                   |
| 10e speelronde                                                              | Zwolsche Boys                                                                       | 1 – 0 (0 – 0) | Go Ahead                                               |
| 23 november 1958 Plaats: Zwolle Gemeentelijk Sportpark Toeschouwers: 5.500  | Hennie van Nee 56'                                                                  |               |                                                        |
| 11e speelronde                                                              | N.E.C.                                                                              | 3 – 0 (2 – 0) | Zwolsche Boys                                          |
| 30 november 1958 Plaats: Nijmegen Goffertstadion Toeschouwers: 4.200        | Frans Sewalt 5', 30' Teun Willemse 85'                                              |               |                                                        |
| 12e speelronde                                                              | Zwolsche Boys                                                                       | 1 – 2 (0 – 1) | Veendam                                                |
| 7 december 1958 Plaats: Zwolle Gemeentelijk Sportpark Toeschouwers: 2.500   | Tjeerd Henstra 52' (pen.)                                                           |               | 44' (pen.) Sietze de Jong 57' Jan van der Berg         |
| 13e speelronde                                                              | PEC                                                                                 | 1 – 1 (0 – 1) | Zwolsche Boys                                          |
| 14 december 1958 Plaats: Zwolle Gemeentelijk Sportpark Toeschouwers: 5.500  | Wim Gerritsen 57'                                                                   |               | 28' Henk Overmars                                      |
| 14e speelronde                                                              | Zwolsche Boys                                                                       | 3 – 2 (2 – 0) | Oldenzaal                                              |
| 25 januari 1959 Plaats: Zwolle Gemeentelijk Sportpark Toeschouwers: 2.500   | Hennie van Nee 9' Theo Heidenrijk 16' Henk Overmars 82'                             |               | 52' Rien Ensing 77' Gerrit Kuiper                      |
| 15e speelronde                                                              | Velocitas                                                                           | 3 – 1 (0 – 0) | Zwolsche Boys                                          |
| 1 februari 1959 Plaats: Groningen Stadspark Toeschouwers: 1.500             | Evert Drommel 48' Henk Medema 65' Postma 77'                                        |               | 54' Henk Overmars                                      |
| 16e speelronde                                                              | Rheden                                                                              | 0 – 1 (0 – 1) | Zwolsche Boys                                          |
| 8 februari 1959 Plaats: Rheden Thomassen-terrein Toeschouwers: 500          |                                                                                     |               | 10' Henk Overmars                                      |
| 17e speelronde                                                              | Zwolsche Boys                                                                       | 0 – 3 (0 – 2) | Enschedese Boys                                        |
| 22 februari 1959 Plaats: Zwolle Gemeentelijk Sportpark Toeschouwers: 2.000  |                                                                                     |               | 4' Jan Verhoeven 12' Henk Leusink 47' Pierre Kerkhoffs |
| 18e speelronde                                                              | Be Quick                                                                            | 2 – 2 (1 – 1) | Zwolsche Boys                                          |
| 1 maart 1959 Plaats: Groningen Esserberg Toeschouwers: 5.000                | János Bédl 10', 64'                                                                 |               | 18' Rudi Schutte 56' Rein van Veen                     |
| 19e speelronde                                                              | Zwolsche Boys                                                                       | 6 – 0 (4 – 0) | Oosterparkers                                          |
| 8 maart 1959 Plaats: Zwolle Gemeentelijk Sportpark Toeschouwers: 2.000      | Rein van Veen 4' Hennie van Nee 12', 24', 82' Theo Heidenrijk 26' Henk Overmars 79' |               |                                                        |
| 20e speelronde                                                              | Zwolsche Boys                                                                       | 2 – 1 (1 – 1) | PEC                                                    |
| 15 maart 1959 Plaats: Zwolle Gemeentelijk Sportpark Toeschouwers: 3.000     | Henk Overmars 42' Jan Tielbaard 48' (e.d.)                                          |               | 17' (pen.) Dries Jans                                  |
| 21e speelronde                                                              | Zwolsche Boys                                                                       | 0 – 1 (0 – 1) | Tubantia                                               |
| 30 maart 1959 Plaats: Zwolle Gemeentelijk Sportpark Toeschouwers: 2.000     |                                                                                     |               | 14' Timo Broersma                                      |
| 22e speelronde                                                              | Heerenveen                                                                          | 1 – 1 (0 – 0) | Zwolsche Boys                                          |
| 5 april 1959 Plaats: Heerenveen Gemeentelijk Sportpark Toeschouwers: 1.200  | Piet Fleur 90'                                                                      |               | 51' (e.d.) Gilles Veenstra                             |
| 23e speelronde                                                              | Zwolsche Boys                                                                       | 1 – 3 (0 – 1) | Zwartemeer                                             |
| 12 april 1959 Plaats: Zwolle Gemeentelijk Sportpark Toeschouwers: 2.000     | Hennie van Nee 69'                                                                  |               | 31', 65' Geert Jacobs 49' Hans Kalter                  |
| 24e speelronde                                                              | Go Ahead                                                                            | 1 – 0 (0 – 0) | Zwolsche Boys                                          |
| 26 april 1959 Plaats: Deventer Vetkampstraat Toeschouwers: 8.000            | Henk van Brussel 54'                                                                |               |                                                        |
| 25e speelronde                                                              | Zwolsche Boys                                                                       | 5 – 1 (2 – 0) | N.E.C.                                                 |
| 3 mei 1959 Plaats: Zwolle Gemeentelijk Sportpark Toeschouwers: 1.500        | Roelof Hofman 9', 49' Tjeerd Henstra 28', 52', 90' Roelof Hofman 49'                |               | 70' Rein Bosch                                         |
| 26e speelronde                                                              | Veendam                                                                             | 4 – 1 (2 – 1) | Zwolsche Boys                                          |
| 18 mei 1959 Plaats: Veendam De Langeleegte Toeschouwers: 1.200              | Afinus de Vries 2', 90' Sietze de Jong Mattheus Korte 86' Afinus de Vries           |               | 17' Roelof Hofman                                      |

### KNVB beker
| Voorronde                                                                   | Zwolsche Boys            | 2 – 0 (? – 0) | Rigtersbleek                                               |
| 28 september 1958 Plaats: Zwolle Gemeentelijk Sportpark                     | Onbekend                 |               |                                                            |
| 1e ronde                                                                    | Valthermond              | 2 – 6 (2 – 5) | Zwolsche Boys                                              |
| 28 december 1958 Plaats: Valthermond Sportpark De Meent Toeschouwers: 1.000 | Leeuwinga 1' Halmingh 2' |               | Rein van Veen Henk Overmars –', –' Hennie van Nee Onbekend |
| 2e ronde                                                                    | Elinkwijk                | 1 – 0 (1 – 0) | Zwolsche Boys                                              |
| 18 april 1959 Plaats: Utrecht Amsterdamsestraatweg                          | Jan de Jongh 17'         |               |                                                            |

## Statistieken Zwolsche Boys 1958/1959

### Eindstand Zwolsche Boys in de Nederlandse Tweede divisie B 1958 / 1959
| Stand | Gespeeld | Gewonnen | Gelijk | Verloren | Punten | Doelpunten voor | Doelpunten tegen |
| ----- | -------- | -------- | ------ | -------- | ------ | --------------- | ---------------- |
| 7e    | 26       | 9        | 6      | 11       | 24     | 40              | 42               |

### Topscorers
| #                | Naam                         | Goal |
| ---------------- | ---------------------------- | ---- |
| 1.               | Henk Overmars                | 8    |
| 1.               | Hennie van Nee               | 8    |
| 3.               | Theo Heidenrijk              | 6    |
| 4.               | Roelof Hofman                | 5    |
| 4.               | Rein van Veen                | 5    |
| 6.               | Tjeerd Henstra               | 4    |
| 7.               | Johannes Duim                | 1    |
| 7.               | Rudi Schutte                 | 1    |
| Eigen doelpunten |                              |      |
| –                | Jan Tielbaard (PEC)          | 1    |
| –                | Gilles Veenstra (Heerenveen) | 1    |
| Totaal           | Totaal                       | 40'  |

| #                    | Naam               | Goal |
| -------------------- | ------------------ | ---- |
| 1.                   | Henk Overmars      | 2    |
| 2.                   | Hennie van Nee     | 1    |
| 2.                   | Rein van Veen      | 1    |
| Onbekende doelpunten |                    |      |
| –                    | Tegen Rigtersbleek | 2    |
| –                    | Tegen Valthermond  | 2    |
| Totaal               | Totaal             | 8    |

### Punten per tegenstander
|       | Be Quick | Enschede Boys | Go Ahead | Heerenveen | N.E.C. | Oldenzaal | Oosterparkers | PEC | Rheden | Tubantia | Veendam | Velocitas | Zwartemeer |
| ----- | -------- | ------------- | -------- | ---------- | ------ | --------- | ------------- | --- | ------ | -------- | ------- | --------- | ---------- |
| Thuis | 1        | 0             | 2        | 1          | 2      | 2         | 2             | 2   | 2      | 0        | 0       | 0         | 0          |
| Uit   | 1        | 2             | 0        | 1          | 0      | 2         | 0             | 1   | 2      | 0        | 0       | 0         | 1          |

### Doelpunten per tegenstander
|       | Be Quick | Enschede Boys | Go Ahead | Heerenveen | N.E.C. | Oldenzaal | Oosterparkers | PEC | Rheden | Tubantia | Veendam | Velocitas | Zwartemeer | Totaal |
| ----- | -------- | ------------- | -------- | ---------- | ------ | --------- | ------------- | --- | ------ | -------- | ------- | --------- | ---------- | ------ |
| Thuis | 0        | 0             | 1        | 1          | 5      | 3         | 6             | 2   | 2      | 0        | 1       | 1         | 1          | 23     |
| Uit   | 2        | 3             | 0        | 1          | 0      | 2         | 1             | 1   | 1      | 2        | 1       | 1         | 2          | 17     |
|       |          |               |          |            |        |           |               |     |        |          |         |           |            | 40     |